# Виктор Његован
Виктор фон Његован (Госпић, 5. октобар 1860 – Загреб, 1925) је био фелдмаршал-лајтнант Аустроугарске војске српског порекла.

## Биографија
Рођен је 5. октобра 1860. године у Госпићу, у српској породици пореклом под Велебитом. Његов рођени брат је био Максимилијан Његован, аустроугарски велики адмирал.
У чин генерал-мајора је унапређен 1. новембра 1910. године. Фелдмаршал-лајтнант је постао 1. маја 1914. године. Дана 10. августа 1917. године, добио је почасни чин генерала пешадије.